# Hans Visser (predikant)

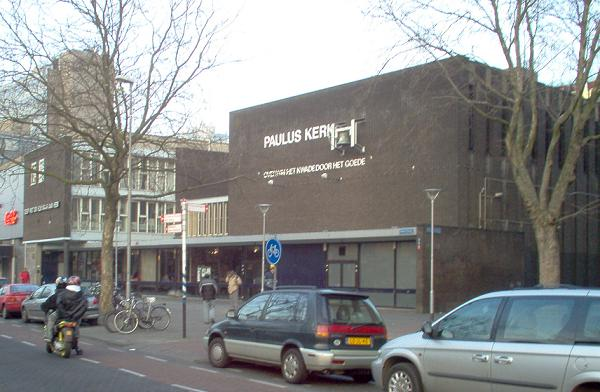
De Pauluskerk te Rotterdam

Johan (Hans) Visser (Den Haag, 3 april 1942) is een Nederlands emeritus predikant. Van 1979 tot 2007 was hij als dominee verbonden aan de Nederlands-hervormde (thans PKN) Pauluskerk te Rotterdam. Hij kreeg landelijke bekendheid door zijn inzet voor de situatie van drugsverslaafden en daklozen.

## Biografie
Hans Visser groeide op in een orthodox-protestants gezin in Den Haag. Als kind wilde hij al dominee worden. Na het christelijk gymnasium te hebben gevolgd vertrok hij naar Utrecht om daar van 1960 tot 1965 theologie te gaan studeren. Zijn eerste baan als pastoraal werker vond hij bij Hoogovens (het huidige Tata Steel) in IJmuiden.
In de jaren zeventig werkte hij als zendeling in Indonesië, in Centraal-Sulawesi (met de historische naam Celebes). Teruggekeerd in Nederland werd hij in 1979 benoemd tot directeur van de Stichting voor Kerkelijke Sociale Arbeid in Rotterdam. Als zodanig werd Visser dominee in de Pauluskerk, die een toevluchtsoord werd voor daklozen en drugsverslaafden. Project Perron Nul begon in 1987. Door de aanzuigende werking bivakkeerden er op een gegeven moment naast het Rotterdamse Centraal Station meer dan duizend verslaafden. Visser werd in deze tijd landelijk bekend. Burgemeester Bram Peper besloot in 1994, zeer tegen de zin van Visser, Perron Nul te sluiten. Visser deed zijn beklag hierover onder meer in de Sinterklaasuitzending van De schreeuw van De Leeuw, waarin hij als protestantse dominee verkleed was als de katholieke Sinterklaas en enkele drugsgebruikers als Zwarte Piet optraden. Het mocht niet baten en Peron Nul werd op 5 december 1994 toch gesloten. Daarna verspreidde de drugs gerelateerde overlast zich over de stad. In de Pauluskerk was een opvang voor daklozen gevestigd. In maart 2005 kondigde Visser aan dat de Pauluskerk op verzoek van de gemeente zou worden gesloopt, waarschijnlijk nog vóór het einde van het jaar. De opvang zou worden opgedeeld in drie kleinere eenheden, verspreid over Rotterdam.
Visser promoveerde op 24 februari 2000 aan de Universiteit Utrecht op een proefschrift getiteld Creativiteit, wegwijzing en dienstverlening. De rol van de kerk in de postindustriële stad. Op 23 september 2000 kwam er een boek uit van Visser over het leven van Christus: Jezus als vreemdeling (met etsen van Rembrandt). Visser werkt onder anderen met Kees van Ekris mee aan de dagelijkse bijbelpodcast Eerst Dit van de EO en de IZB. 
Sinds 2007 is Visser met emeritaat. Hij werd als predikant van de Pauluskerk opgevolgd door Dick Couvée.

## Kritiek
In het boek Vissers in troebel water van publicist en onderzoeker Peter Siebelt uit 2006 wordt beweerd dat dominee Visser "een sleutelrol van bedenkelijke signatuur bij tal van actiegroepen" speelde, met name op het gebied van pedoseksualiteit, instemmingsleeftijd, wetgeving en drugsgebruik. Telegraafjournalist Martijn Koolhoven schreef vervolgens het artikel ‘Subsidiewaas rond werk in Pauluskerk’ en tevens ‘Drugs gekocht van gemeentegeld’.

## Publicaties (selectie)
- Arie Vaandrager: Compassie als kompas. Portret van Hans Visser, dominee van de Rotterdamse Pauluskerk. Zoetermeer, Meinema, 2006. ISBN 978-90-211-4114-5
- Hans Visser: Jezus als vreemdeling. Rotterdam, Kunsthal, 2000. ISBN 90-400-9501-9
- Perron Nul. Opgang en ondergang. Onder red. van Hans Visser, met bijdragen van: Peter Blanken e.a. Zoetermeer, Meinema, 1996. ISBN 90-211-3638-4
- Hans Visser: In het spoor van de Heidelberger. Houten, Den Hertog, 1995. ISBN 90-331-1097-0
- Hans Visser: Hopen tegen beter weten in. Verhalen en bezinning over de kerk in de stad. Delft, Meinema, 1986. ISBN 90-211-3505-1
- Hans Visser: Tussen de gouden kandelaren. Acht preken over de Openbaring van Johannes. Huizen, Bout, 1976. Geen ISBN. 2e druk (Houten, Den Hertog, 1984): ISBN 90-331-0416-4